# Cuvântul
Revista Cuvântul este o „revistă de cultură și de atitudine” care apare la București, seria nouă a fost reluată de criticul Radu G. Țeposu și a fost condusă până în luna septembrie 2006 de profesorul și criticul literar Mircea Martin.
Între 2006 și 2008 revista a fost condusă de Răzvan Țupa.
După un scandal legat de impunerea lui Sorin Antohi ca director peste echipa anterioară revista a rămas în incertitudine Arhivat în 4 august 2008, la Wayback Machine..
Alte ziare cu același nume:
- „Cuvântul” de Iași, apărut în perioada interbelică. În 1926, revista era condusă de Nicolae C. Ionescu.
- „Cuvântul”, ziar interbelic, condus de Nae Ionescu. Autori frecvenți: Mircea Eliade, Mircea Vulcănescu, Mihail Sebastian, Nichifor Crainic, Pamfil Șeicaru, Lucian Blaga, Adrian Maniu.